# نادي آلبورغ لكرة اليد
نادي آلبورغ لكرة اليد هو نادي كرة يد في الدنمارك تأسس في سنة 2011. يلعب في الدوري الدنماركي لكرة اليد. تبلغ سعة ملعبه 4500 متفرجا. من أبرز اللاعبين الذين لعبوا معه جوهان سجوستراند.